# Onychogonia tenuiforceps
Onychogonia tenuiforceps är en tvåvingeart som först beskrevs av Morrison 1940.  Onychogonia tenuiforceps ingår i släktet Onychogonia och familjen parasitflugor. Inga underarter finns listade i Catalogue of Life.